# Chemonukleoliza
Chemonukleoliza (chymonukleoliza) – przezskórna procedura leczenia dyskopatii, oparta na podaniu do wnętrza uszkodzonego krążka międzykręgowego enzymu chymopapainy lub kolagenazy, która jednak cechuje się mniejszą skutecznością.
Zabieg został po raz pierwszy przeprowadzony w 1963. Oceny skuteczności tej metody wahały się od 63% do 90%.
Zabieg był wykonywany tylko w przypadkach, gdy potwierdzono ciągłość pierścienia włóknistego dysku. Ograniczeniem metody jest występowania reakcji alergicznych (do zgonu włącznie) po zastosowaniu chymopapainy.
Szczególnie dobre wyniki chemonukleolizy obserwowane są u młodych chorych, z krótkim wywiadem chorobowym, u których nie stwierdza się zmian zwyrodnieniowych kręgosłupa.